# Synthymia
Synthymia är ett släkte av fjärilar. Synthymia ingår i familjen nattflyn.
Kladogram enligt Catalogue of Life:
| Synthymia | \| \| Synthymia australis \| \| \| \| \| \| Synthymia diffusa \| \| \| \| \| \| Synthymia dubiosa \| \| \| \| \| \| Synthymia exsiccata \| \| \| \| \| \| Synthymia fixa \| \| \| \| \| \| Synthymia griseofusa \| \| \| \| \| \| Synthymia monogramma \| \| \| \| \| \| Synthymia nigra \| \| \| \| \| \| Synthymia prieta \| \| \| \| \| \| Synthymia sabulosa \| \| \| \| \| \| Synthymia sielmanni \| \| \| \| \| \| Synthymia solituda \| \| \| \| \| \| Synthymia suffusa \| \| \| \| |
|           | \| \| Synthymia australis \| \| \| \| \| \| Synthymia diffusa \| \| \| \| \| \| Synthymia dubiosa \| \| \| \| \| \| Synthymia exsiccata \| \| \| \| \| \| Synthymia fixa \| \| \| \| \| \| Synthymia griseofusa \| \| \| \| \| \| Synthymia monogramma \| \| \| \| \| \| Synthymia nigra \| \| \| \| \| \| Synthymia prieta \| \| \| \| \| \| Synthymia sabulosa \| \| \| \| \| \| Synthymia sielmanni \| \| \| \| \| \| Synthymia solituda \| \| \| \| \| \| Synthymia suffusa \| \| \| \| |
|           | Synthymia australis |
|           | |
|           | Synthymia diffusa |
|           | |
|           | Synthymia dubiosa |
|           | |
|           | Synthymia exsiccata |
|           | |
|           | Synthymia fixa |
|           | |
|           | Synthymia griseofusa |
|           | |
|           | Synthymia monogramma |
|           | |
|           | Synthymia nigra |
|           | |
|           | Synthymia prieta |
|           | |
|           | Synthymia sabulosa |
|           | |
|           | Synthymia sielmanni |
|           | |
|           | Synthymia solituda |
|           | |
|           | Synthymia suffusa |
|           | |

## Bildgalleri

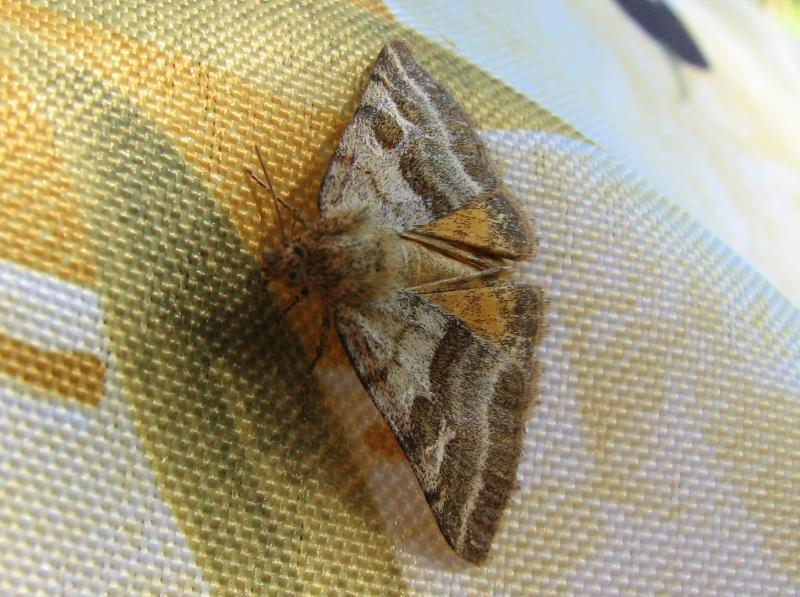